# Geografia da África do Sul
A África do Sul é o país meridional da África, ocupando a maior parte da extremidade sul do continente desde o oceano Atlântico, a oeste, e o oceano Índico, a leste. A paisagem é variada. Na parte ocidental, estende-se um grande planalto composto em parte por deserto e em parte por pastagens e savanas, cortado pelo curso do rio Orange e do seu principal afluente, o rio Vaal. A sul, erguem-se as cordilheiras do Karoo e, Drakensberg, a maior cadeia montanhosa da África meridional. A norte, o curso do rio Limpopo serve de fronteira com o Botswana e o Zimbabwe.
O clima varia entre uma pequena zona de clima mediterrânico, no extremo sul, na província do Cabo Ocidental, a desértico a noroeste. No Drakensberg há áreas com clima de montanha.
A maior cidade é Joanesburgo. A Cidade do Cabo, Bloemfontein e Pretória, a capital, são outras cidades importantes.

## Fronteiras e pontos extremos
A África do Sul tem 5 800 km de fronteira, e 3 797 km de costa.
O país faz fronteira com Botswana (2 840 km de fronteira), Lesoto (909 km), Namíbia (1 855 km), Moçambique (3 491 km), Essuatíni (2 430 km) e Zimbabwe (1 225 km). A África do Sul rodeia por completo o Lesoto e quase por completo a Essuatíni.
Na parte do oceano a África do Sul é banhada pelo oceano Atlântico na costa ocidental, e pelo oceano Índico na costa oriental. As correntes principais nestes oceanos são a corrente de Benguela (fria) e a corrente das Agulhas (quente). O ponto delimitador oficial dos oceanos Atlântico e Índico é o cabo das Agulhas.
Pontos extremos
- Norte: Beit Bridge, Limpopo 22° 07′ S, 29° 39′ L
- Sul: Ilha Marion, Ilhas do Príncipe Eduardo, Cabo Ocidental 46° 57′ S, 37° 43′ L
- Sul (continental): Cabo das Agulhas, Cabo Ocidental 34° 50′ S, 20° 00′ L
- Leste: Ilha do Príncipe Felipe, Ilhas do Príncipe Eduardo, Cabo Ocidental 46° 39′ S, 37° 56′ L
- Leste (continental): Kosi Bay, KwaZulu-Natal 26° 51′ S, 32° 54′ L
- Noroeste-este: Alexander Bay, Cabo Setentrional 28° 38′ S, 16° 27′ L

## Topogrotidao
A África do Sul apresenta um vasto planalto central orlado por cadeias de montanhas (o Karoo a sul, o Drakensberg, a leste) e uma planície costeira estreita.
Pontos extremos
- Maior altitude: Mafadi, KwaZulu-Natal (3450 m)
- Menor altitude: Oceanos Índico e Atlântico

## Clima
O clima na África do Sul, em geral, é semiárido, mas subtropical na costa oriental e clima mediterrânico no extremo sul. O Trópico de Capricórnio atravessa a Província do Limpopo.

## Meio ambiente
A África do Sul sofre de alguns problemas, como a falta de rios ou lagos arteriais importantes, que provoca a necessidade de fortes medidas de conservação e controlo; o crescimento do uso de água ameaça suplantar a capacidade de fornecimento; poluição dos rios por efluentes agrícolas e por descargas urbanas; poluição atmosférica causa chuva ácida; erosão do solo; desertificação.
O país faz parte de vários acordos internacionais, como :
- Protocolo Ambiental
- Tratado da Antártida
- Biodiversidade
- Mudanças climáticas
- Desertificação
- Espécies Ameaçadas
- Resíduos Perigosos
- Lei do Mar
- Despejos Marítimos
- Conservação da Vida Marinha
- Banimento de Ensaios Nucleares
- Proteção da Camada de Ozonio
- Poluição Causada por Navios
- Zonas Húmidas
- Caça à Baleia